# النقيرة
النقيرة قرية سوريّة تتبع إداريّاً لمحافظة حمص منطقة حمص ناحية حمص، بلغ تعداد سكانها 2,025 نسمة حسب التعداد السكاني لعام 2004.